# Wesley Simina
Wesley W. Simina, né le 10 septembre 1961, est un homme politique micronésien. Il est gouverneur (en) de l'État de Chuuk de juillet 2005 à juillet 2011, et président des États fédérés de Micronésie depuis le 11 mai 2023.

## Carrière politique
Simina est élu gouverneur de Chuuk en 2005 et réélu au second tour des élections en 2009 contre Gillian N. Doone, le fils de l'ancien gouverneur Gideon Doone (en).
Simina démissionne de son poste de gouverneur en juillet 2011 pour devenir le sénateur de Chuuk au Congrès des États fédérés de Micronésie. Le 11 mai 2015, il est élu président du Congrès et réélu le 11 mai 2019.
Le 11 mai 2023, il est élu président des États fédérés de Micronésie lors de la première session ordinaire du Congrès.
Le 23 mai 2023, les États-Unis représentés par le Secrétaire d'État (ministre des Affaires étrangères) Anthony Blinken signent avec lui, en Micronésie, un renouveau de leur traité de libre association. Celui-ci fait des États-Unis le garant de la défense des États fédérés de Micronésie, et donne aux forces militaires américaines un accès exclusif au territoire micronésien, en échange d'aides américaines. Le gouvernement américain promet à cette occasion d'investir US$ 7 100 000 000 dans les États associés (Palaos, États fédérés de Micronésie, Îles Marshall) entre 2023 et 2043,.